# Chris Brown (weterynarz)
Chris Brown (ur. 11 września 1978 w Newcastle) – australijski lekarz weterynarii, osobowość telewizyjna i autor książek. Najbardziej znany ze swojego dokumentalnego programu popularnonaukowego Weterynarz z Antypodów (Bondi Vet), emitowanego od 2009 roku. Jest również częstym ekspertem australijskiego programu informacyjnego The Project i współgospodarzem programu lifestylowego Living Room, a także współgospodarzem australijskiej serii reality show I'm a Celebrity...Get Me Out of Here!

## Wczesne życie i edukacja
Brown urodził się i wychował na przedmieściach Newcastle w stanie Nowa Południowa Walia, gdzie jego ojciec pracował jako miejscowy weterynarz. Uczęszczał do Merewether Heights Public School i  Merewether High School. W 2001 roku uzyskał dyplom z weterynarii z wyróżnieniem (ang. First Class Honours) na Uniwersytecie w Sydney.

## Kariera
Po ukończeniu studiów Brown rozpoczął pracę w jednej z klinik w Sydney (North Shore). Razem ze swoim ojcem poświęcał się leczeniu zwierząt i zapobieganiu rozprzestrzenianiu się chorób odzwierzęcych wśród rdzennych społeczności Terytorium Północnego.
W 2003 roku Chris Brown występował w swoim pierwszym programie telewizyjnym Harry's Practice jako prowadzący-weterynarz, za który otrzymał nominację Logie Award dla najpopularniejszego nowego talentu (ang. Most Popular New Male Talent). W 2004 został prezenterem programu ogrodniczego i lifestylowego Burke's Backyard i regularne występował australijskim programie śniadaniowym Today. Jego pierwsza książka wydana w 2005 roku, The Family Guide to Pets, sprzedała się w ponad 25 tysiącach egzemplarzy. W 2008 zaczął pisać felietony o nazwie Pet Page w magazynie Woman's Day.
W 2008 roku rozpoczął swój dokumentalny program popularnonaukowy Weterynarz z Antypodów (Bondi Vet) emitowany w Network Ten, opisujący jego życie i pracę w klinice weterynaryjnej w Bondi Junction. Od 28 września 2013 program jest emitowany w Stanach Zjednoczonych przez stację CBS pod nazwą Dr Chris: Pet Vet. W Polsce obecnie emitowany przez Animal Planet HD, kiedyś również przez TTV.
W 2012 roku Brown został współprowadzącym emitowanego przez Network Ten programu The Living Room z Amandą Keller, Miguelem Mastre'em i Barrym Du Bois'em. Brown jest prezenterem w segmencie dotyczącym zwierząt i podróży.
1 lutego 2015 Brown został współprowadzącym pierwszej serii australijskiej wersji reality show I'm a Celebrity...Get Me Out of Here! z Julią Morris, również emitowanego w Network Ten. Był też prezenterem drugiej serii mającej swoją premierę 31 stycznia 2016.